# Chamaecrista wallichiana
Chamaecrista wallichiana är en ärtväxtart som först beskrevs av Dc., och fick sitt nu gällande namn av Vijendra Singh. Chamaecrista wallichiana ingår i släktet Chamaecrista och familjen ärtväxter. Inga underarter finns listade i Catalogue of Life.